# Сербони, Марк
Марк Ив Мишель Сербони (фр. Marc Yves Michel Cerboni, 20 октября 1955 — 2 декабря 1990) — французский фехтовальщик-рапирист, призёр Олимпийских игр.

## Биография
Родился в 1955 году в Ницце. В 1984 году принял участие в Олимпийских играх в Лос-Анджелесе, где стал обладателем бронзовой медали. 
В 1990 году трагически погиб в Сент-Этьен-де-Тине, попав под лавину во время катания на горных лыжах.